# Micronola yemeni
Micronola yemeni is een vlinder uit de familie spinneruilen (Erebidae). De wetenschappelijke naam is voor het eerst geldig gepubliceerd in 2011 door Fibiger.
De soort komt voor in tropisch Afrika.